# ヴィルーパークシャ1世
ヴィルーパークシャ1世（Virupaksha I, 生年不詳 - 1405年）は南インドのヴィジャヤナガル王国、サンガマ朝の君主（在位：1404年 - 1405年）。

## 生涯
1404年、父ハリハラ2世の死後、ヴィルーパークシャ1世が王位を継承した。
しかし、ヴィルーパークシャ1世は数ヶ月間統治したのち、1405年に息子らに殺害され、王位は弟のブッカ2世が継承した。